# Nándor Hidegkuti
Nándor Hidegkuti (Budapest, 3 de marzo de 1922-Budapest, 14 de febrero de 2002) fue un futbolista y entrenador de fútbol húngaro, uno de los grandes jugadores de la historia del fútbol magiar. Jugó como mediapunta y delantero en el MTK Hungária FC durante toda su carrera y fue internacional con la selección de Hungría, miembro del equipo subcampeón del mundo en 1954 conocido como los Magiares poderosos. Hidegkuti provenía de una familia de alemanes étnicos suabos del Danubio cuyo apellido fue magiarizado por el régimen húngaro. El apellido de su padre era Kaltenbrunner.

## Trayectoria

### Como jugador
Comenzó su carrera futbolística en el modesto Elektromos, para pasar en 1945 al MTK, donde jugó el resto de su carrera, club que aglutinaba a los mejores jugadores del país.
Debutó con la selección de Hungría el 30 de septiembre de 1945, en Budapest ante Rumanía, anotando dos goles en una victoria por 7:2. Durante la década de 1950, Hidegkuti fue miembro destacado de la legendaria selección húngara conocida como el Equipo de oro, en el que coincidió con jugadores como Gyula Grosics, Ferenc Puskás, Zoltán Czibor, Sándor Kocsis y József Bozsik. Su primera gran victoria fue la medalla de oro conseguida en los Juegos Olímpicos de Helsinki 1952.
El 23 de noviembre de 1953, jugando como delantero centro, marcó tres goles para Hungría en la histórica victoria por 3:6 ante Inglaterra  en el Estadio de Wembley. A pesar de jugar como delantero, Hidegkuti supo distribuir el balón a los otros cuatro atacantes y causar una gran confusión en la defensa inglesa. Esta forma de jugar supuso toda una innovación en su momento y revolucionó la forma de jugar al fútbol, en un puesto que después fue conocido como falso nueve.
En 1954 disputó con Hungría el Mundial '54 en Suiza, en el que logró 4 goles en 4 partidos, y los húngaros se perfilaron como claros favoritos al vencer en todos sus partidos hasta la final, pero perdieron el partido definitivo ante Alemania Federal por 2:3, rompiendo así una racha de más de dos años sin perder.
En 1958 participó también en el Mundial '58, en Suecia, donde jugó dos encuentros, pero el equipo de oro se había debilitado y su actuación no fue buena. Hidegkuti jugó 69 partidos con su selección y consiguió 39 goles.
| Club       | País    | Años      | Encuentros | Goles |
| ---------- | ------- | --------- | ---------- | ----- |
| Elektromos | Hungría | 1940-1945 | 53         | 27    |
| MTK        | Hungría | 1945-1958 | 314        | 226   |

### Como entrenador
Retirado de la práctica activa en 1958 en el club de toda su vida, el MTK Hungária, se incorporó al mismo como entrenador la temporada 1959-60, pero duró poco en el puesto. Después de un periplo que le llevó por equipos de Italia (donde consiguió una Recopa de Europa con el ACF Fiorentina), Hungría y Egipto, abandonó los banquillos en 1985.
Murió el 14 de febrero de 2002, después de haber sufrido problemas de corazón y pulmón durante los últimos años de su vida. En su homenaje, el MTK Hungária FC rebautizó su estadio como Hidegkuti Nándor Stadion en su honor.
| Club                  | País            | Años                |
| --------------------- | --------------- | ------------------- |
| MTK                   | Hungría         | 1959-1960 1967-1968 |
| ACF Fiorentina        | Italia          | 1960-1962           |
| AC Mantova            | Italia          | 1962-1963           |
| Győri Vasas ETO       | Hungría         | 1963-1965           |
| Tatabányai Bányász SC | Hungría         | 1966                |
| Budapest Spartacus    | Hungría         | 1968-1971           |
| Stal Rzeszów          | Polonia         | 1972                |
| Egri Dózsa            | Hungría         | 1973                |
| Al-Ahly               | Egipto          | 1973-1980           |
| Al-Ahli               | Emiratos Árabes | 1983-1985           |

## Palmarés

### Como jugador
Hungría
- Medalla de oro
  - Juegos Olímpicos de 1952
- Copa Internacional de Europa Central
  - 1953
- Copa del Mundo
  - Subcampeón: 1954

MTK
- Liga de Hungría: 3
  - 1951, 1953, 1958
- Copa de Hungría: 1
  - 1952
- Copa Mitropa: 1
  - 1955

### Como entrenador
ACF Fiorentina
- Recopa de Europa: 1
  - 1961

Győri Vasas ETO
- Liga de Hungría: 1
  - 1963